# Shane Lowry
Shane Lowry (Clara, 2 april 1987) is een Iers golfer. Zijn thuisbaan is de Carton House Golf Club in Maynooth.
Shane Lowry is de zoon van voetbalinternational Brendan Lowry. Hij heeft op een golf-beurs aan de Nationale Universiteit van Ierland in Dublin gestudeerd.

## Amateur
Shane Lowry speelde vanaf 2006 als amateur. Hij had handicap +5 en stond op de wereldranglijst na zijn overwinning op het Iers Open op de 6de plaats.

#### Iers Open
Als amateur speelt hij in 2009 voor het eerst in een professional toernooi: het Iers Open op de County Louth Golf Club. In eigen land wint hij het toernooi, inclusief een ronde van 62, de laagste score ooit door een amateur behaald op de Europese Tour. Hij is de derde amateur die ooit een toernooi op de Tour won (Danny Lee in 2009 en Pablo Martin in 2007) en de eerste die zijn eerste wedstrijd op de Tour won.

De laatste ronde speelt hij met Robert Rock; hij mist een birdie-put om het toernooi te winnen, en belandt met Rock in een play-off. Deze wordt op hole 18 (par-5) gespeeld. De derde keer dat de hole gespeeld wordt, maakt Rock een bogey en Lowry par. Hij wint, maar weigert het prijzengeld om zijn amateurstatus niet te verliezen.
Lowry staat voor een keuze: professional worden of amateur blijven. Hij heeft zich al van een plaats verzekerd in het team voor de Walker Cup, die in september wordt gespeeld. Captain Colin Dalgleish hoopt dat Lowry besluit amateur te blijven tot na de Walker Cup in september 2009.

#### Gewonnen
- 2007: Irish Amateur Close Championship
- 2008: West of Ireland Championship, North of Ireland Amateur, Mullingar Scratch Cup
- 2009: The 3 Irish Open van de Europese Tour.

## Professional

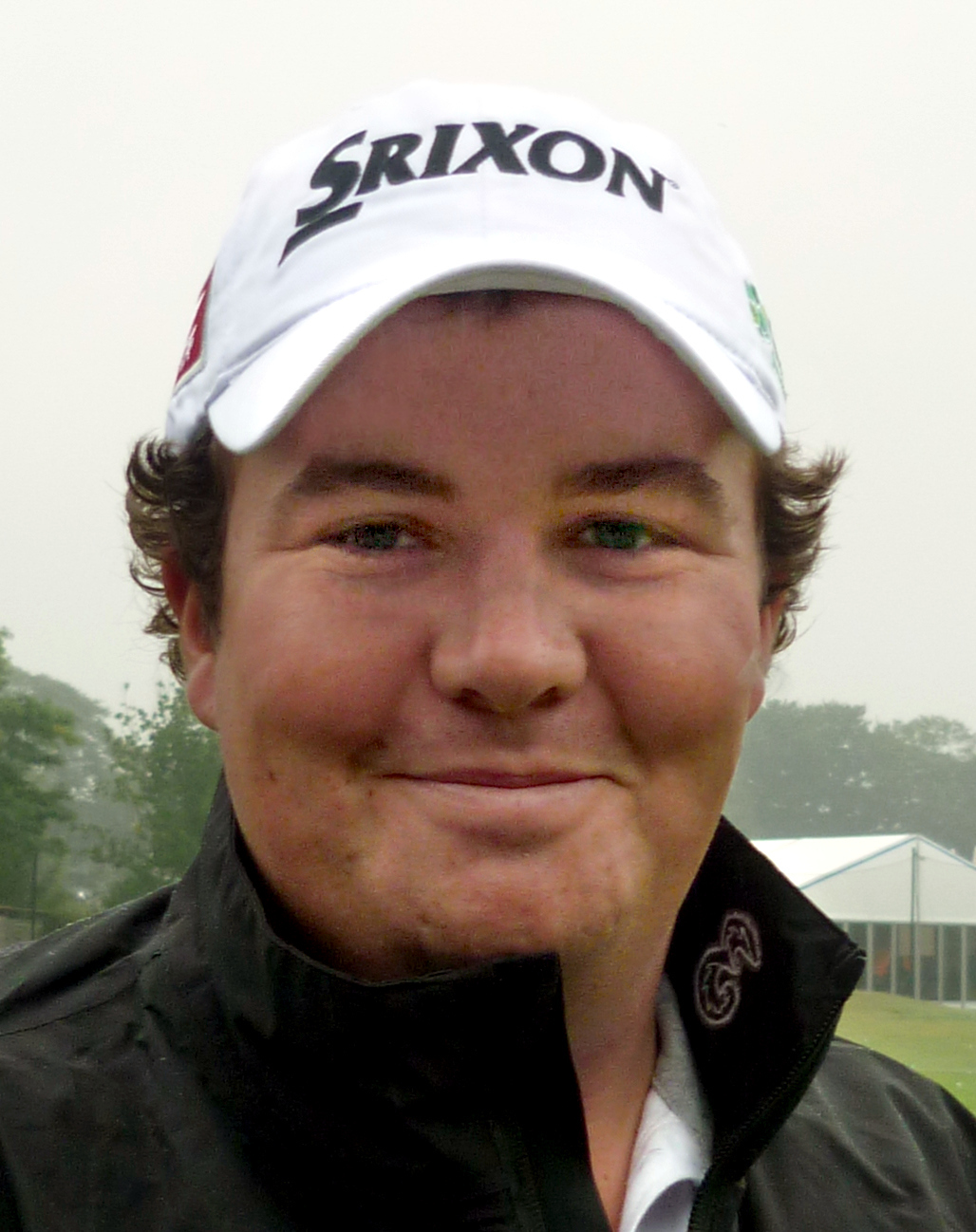
KLM Open 2010

Lowry besluit na enkele dagen toch direct professional te worden en niet eerst het Brits Amateur en de Walker Cup te spelen. Zijn eerste profwedstrijd is het European Open op The London Club. Op het KLM Open is hij 15de geworden, zijn beste finish dat jaar.

In 2010 werd hij 7de bij het Schots Open en 4de bij het Abu Dhabi Golfkampioenschap.

In 2011 zette de stijgende lijn zich voort en werd hij 4de bij de Andalucia Masters (met € 150.000 prijzengeld) en het Brits PGA Kampioenschap (met ruim € 199.000) en 8ste bij het Dubai World Championship (ruim € 143.000);

In 2012 won hij de Portugal Masters en daarbij werd hij 2de bij het Lyoness Open in Oostenrijk, 5de bij de BMW Masters, 6de op het Siciliaans Open en 7de bij het Open de Andalucia. 

In 2013 veranderde hij zijn uiterlijk, hij viel veel af en liet zijn baard staan. Hij behaalde zes top-10 plaatsen.

In 2014 zette de positieve lijn zich voort. Hij werd 2de bij het Britse PGA Championship en 4de bij het Schots Open 2014. Na ronde 2 van het Wales Open stond hij aan de leiding.

In 2015 won hij de WGC - Bridgestone Invitational, hij steeg naar de 4de plaats op de Race To Dubai, naar de 19de plaats op de OWGR wereldranglijst en zijn speelrecht op de Europese Tour werd verlengd tot eind 2018.

## Gewonnen
PGA Tour
- 2015: WGC - Bridgestone Invitational (-11)

World Golf Championships
- 2015: WGC - Bridgestone Invitational (-11)

Europese Tour
- 2009: The 3 Irish Open (-17, als amateur)
- 2012: Portugal Masters (-14)
- 2015: WGC - Bridgestone Invitational (-11)
- 2019: Abu Dhabi HSBC Championship (-18)
- 2019: The Open Championship (-15)